# قائمة سلالات الخيل

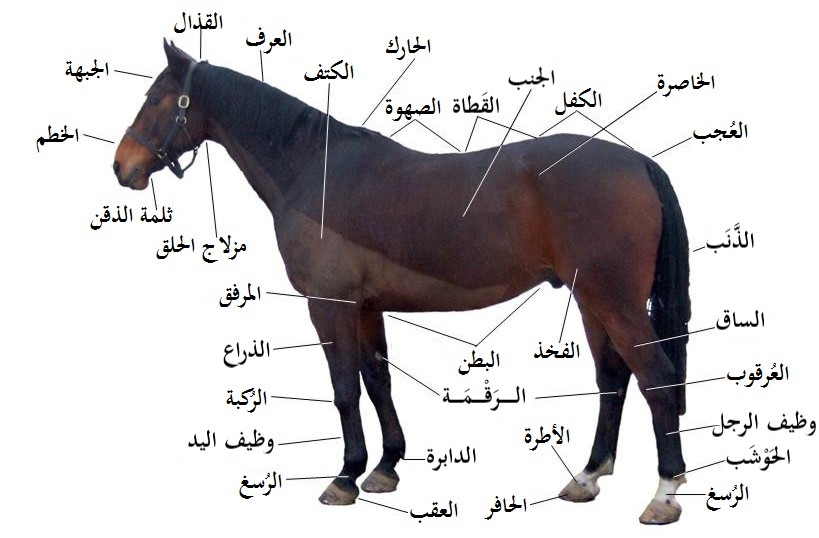

الحصان من الحيوانات التي دجنها ورباها الإنسان منذ القدم، وهو حيوان يربى لاستخدامات متعددة، علاوة على قدراته العضلية الهائلة استعمله الإنسان كمركب وفي مجالات متعددة من الفلاحية إلى العسكرية إلى السياحية علاوة على الزينة والجمالية كحيوان نبيل ذو رمزية ثقافية وجمالية كبيرة. يوجد منها عشرات الأنواع في شتى بقاع العالم المختلفة، وتعيش الأحصنة في مساكن مختلفة ومتنوعة تتراوح من المناطق الاستوائيّة إلى الغابات إلى الحقول والسهول. وبما أن الأحصنة محبوبة من طرف المربين فهي منتشرة في جميع القارات والبلدان. وقد نجد الأحصنة حتى في الصحراء وتكون هذه الأحصنة مختلفة في خصائصها الجسمانية عن باقي الخيول العادية من أجل التكيف مع الظروف المناخية الجافة.

## قائمة سلالات الخيول

### قائمة سلالات الخيل حسب البلد أو الحيز الجغرافي
- قائمة سلالات الخيول الألمانية
- سلالات أحصنة منشأها إنجلترا
  - حصان إكسمور القصير
  - حصان الهاكني
  - خيول ثوروبريد
  - دارتمور
- قائمة سلالات الخيول الإفريقية
  - سلالات أحصنة نشأت في شمال إفريقيا(مغاربيا)
  - الحصان الأمازيغي
- سلالات أحصنة نشأت في الشرق الأوسط
  - خيل عربية
  - الحصان العربي السوري
  - الخمسة (حصان)
- سلالات أحصنة نشأت في المملكة المتحدة
- سلالات أحصنة نشأت في آيسلندا
- سلالات أحصنة نشأت في أذربيجان
- سلالات أحصنة نشأت في أفريقيا
- سلالات أحصنة نشأت في إسبانيا
- سلالات أحصنة نشأت في إيطاليا
- سلالات أحصنة نشأت في النمسا
- سلالات أحصنة نشأت في الولايات المتحدة
- سلالات أحصنة نشأت في روسيا
- سلالات أحصنة نشأت في سكوتلاند
- سلالات أحصنة نشأت في فرنسا
- سلالات أحصنة نشأت في فنلندا
- سلالات أحصنة نشأت في كندا
- سلالات أحصنة نشأت في هولندا

### أ
أبالوزا
أورلوف تروتر

### ح
حصان أيسلندي،
حصان إكسمور القصير،
حصان الهاكني
حصان بانكر،
حصان بربري،
حصان بولونيه،
حصان شاجيا العربي،
حصان فنلندي،
حصان قزم،
حصان كارولايس،
حصان كندي،
الحصان الفارسي،
الحصان كاراباخ،
الحمداني

### خ
خيل أندلسية،
خيل عربية،
خيل مقعد،
خيول ثوروبريد،
خيول كلايدزديل،
خيول كوارتر الأمريكية،
خيول مورجان،
الخيل الفريزيان

### د
دارتمور

### س
ستاندرد بريد
سميتانكا

### ل
ليبيزان

### ك
- الكميت